# Länsväg 124
De Zweedse weg 124 (Zweeds: Länsväg 124) is een provinciale weg in de provincie Kronobergs län in Zweden en is circa 33 kilometer lang. De weg ligt in het zuiden van Zweden.

## Plaatsen langs de weg
- Ljungby
- Liatorp

## Knooppunten
- In de buurt van Europese weg 4/Riksväg 25 bij Ljungby
- Riksväg 23 bij Liatorp